# Movimento de Libertação Popular
O Movimento de Libertação Popular (Molipo) foi uma organização revolucionária guerrilheira e comunista, formada por estudantes universitários de São Paulo, Brasil, durante os anos de 1970 e 1971, após um processo crítico de profunda divergência com a linha político-militar da Ação Libertadora Nacional - ALN.

## História
Segundo documentos do Arquivo Nacional, o movimento teria se iniciado em Cuba e migrado para o Brasil ainda com intenções terroristas com a prisão do médico Boanerges de Souza Massa, preso em Tocantins. O mesmo teria confirmado, sob interrogatório, que já haviam se instalado no país ao menos seis terroristas. O delator foi preso em Natividade e morreu dois dias depois.[carece de fontes?]
No final de 1967, estudantes universitários, na sua maioria conhecidos lideres do movimento estudantil que lutavam contra a ditadura instalada no país, então militantes do setor universitário do Partido Comunista Brasileiro (PCB) de São Paulo, criaram uma cisão interna nesse partido, a qual denominaram "Dissidência Universitária- DI". Posteriormente, a partir de 1968 e durante 1969, os membros da "DI" foram aderindo à Ação Libertadora Nacional - ALN, organização revolucionária formada para combater o regime ditatorial então vigente, cujo principal organizador e líder era o revolucionário Carlos Marighella, conhecido dirigente político que rompera com o Partido Comunista Brasileiro e aderira a luta armada em 1967.
Durante o ano de 1970, ainda como militantes da ALN, quando se encontravam em Cuba aonde realizavam treinamento em táticas de guerrilha, descontentes com os rumos tomados pela ALN no Brasil, organizam uma dissidência interna que, após o retorno ao Brasil, em meados de 1971, dá origem ao MOLIPO.
Após a morte de Carlos Marighella, em 4 de novembro de 1969, a direção da ALN passou a ser exercida por Joaquim Câmara Ferreira, o "Toledo".
A versão pessoal criada e divulgada por alguns poucos militantes da extinta ALN, que apresenta o MOLIPO como formado pelos serviços secretos cubanos, não passa de uma versão mentirosa, irresponsável, injusta e irrespeituosa com os(as) militantes do MOLIPO, que tem como principal objetivo esconder, mascarar os seus próprios desvios políticos e pessoais, principalmente após assumirem a  condução da ALN, depois da morte do dirigente Joaquim Câmara Ferreira, ocorrida em 23 de outubro de 1970.[carece de fontes?]

## Atividade
As ações do Molipo eram, em geral, práticas direcionadas a arrecadação de fundos no combate à ditadura militar, como ataques, sequestros e "expropriações de bancos" — uma ação contra o sistema financeiro burguês, concentraram-se em São Paulo e Rio de Janeiro,  embora o grupo revolucionário também agisse em outras regiões, como nos estados da Bahia e Goiás. No fim do movimento, concentraram as ações revolucionárias em cidades como Dianópolis, Almas, Ponte Alta, Pindorama e Natividade.[carece de fontes?]
Em uma das ocasiões em que José Dirceu voltou do exílio de Cuba, segundo sua biografia, junto com outros integrantes do Molipo, ele teria participado da ação em que tombou um sargento da Polícia Militar em São Paulo, em 1972.

## Desmantelamento e fim
Durante os primeiros anos da década de 1970, e principalmente a partir de novembro de 1971, o Molipo foi praticamente dizimado, quando vários de seus integrantes foram mortos tanto em trocas de tiros com órgãos de segurança do Brasil ou por instituições repressivas o do estado (tal como a Operação Bandeirante (OBAN) e o DOI-CODI) como pelo relacionamento com facções e movimentos terroristas cubanos; muitos dos mortos somando a lista de desaparecidos da época.[carece de fontes?]
A morte de Carlos Pires Fleury em uma troca de tiros com órgãos de segurança após resistir a prisão, que era um dos principais integrantes do movimento, prejudicou o apoio dos revolucionários nas cidades, assim como a dificuldade de conseguir a legalização dos seus componentes. A desconfiança da população aliada a malária que afetou dois militantes Rui Berbert e Sérgio Capozzi, marginalizaram o grupo até ocasionar o seu desmantelamento em meados de 1973.[carece de fontes?]